# 17939 Shanethread
17939 Shanethread è un asteroide della fascia principale. Scoperto nel 1999, presenta un'orbita caratterizzata da un semiasse maggiore pari a 2,234787 UA e da un'eccentricità di 0,129790, inclinata di 9,557830° rispetto all'eclittica. Ha un diametro di 5,109 km. Ha un periodo di rotazione di 5,1 ore.